# Margaret Qualley
Sarah Margaret Qualley (Kalispell, Montana, 23 de octubre de 1994) es una actriz estadounidense. Hija de la también intérprete Andie MacDowell, practicó ballet desde pequeña y su interés por esa danza la llevó a anotarse en la North Carolina School of the Arts a los catorce años. A los dieciséis, tomó clases de verano en el American Ballet Theatre, pero para cuando le ofrecieron una pasantía había decidido no continuar con esa disciplina. Durante un tiempo prosiguió su carrera ejerciendo como modelo, hasta que se decantó por la actuación y formó parte de un programa de verano de la Real Academia de Arte Dramático.
Su primer trabajo fue una participación menor en la película de 2013 Palo Alto, donde se la seleccionó porque no conseguían otra candidata. Un año más tarde se hizo con un papel en la serie de televisión The Leftovers, en la que tuvo mayor implicación, aunque su personaje recibió críticas negativas por su desarrollo. En 2016 adquirió más popularidad, cuando protagonizó un video publicitario para el perfume Kenzo World en que se la muestra bailando de manera poco convencional. Al año siguiente, su interpretación de monja católica que atraviesa una crisis de fe en Novitiate le reportó comentarios positivos de los medios. Al mismo tiempo, coprotagonizó Death Note (2017), adaptación de Netflix del manga homónimo muy criticada por los espectadores y la prensa, a quienes el desempeño de Qualley no convenció.
Más tarde, se valió de sus habilidades como bailarina en videos musicales para artistas como SoKo, Cashmere Cat y, también, su hermana, Rainey Qualley. De manera semejante, por su interpretación de la coreógrafa Ann Reinking en Fosse/Verdon (2019) recibió una nominación al premio Primetime Emmy a la mejor actriz de reparto - Miniserie o telefilme. Continuó afianzándose como actriz principal con producciones como IO, Strange but True (2019) y My Salinger Year (2020). Su interpretación de una empleada doméstica y madre soltera en la miniserie Maid (2021) suscitó comentarios positivos de la prensa, además de que por ello se la nominó, entre otros premios, al Globo de Oro, al Primetime Emmy y al del Sindicato de Actores.
Sus siguientes proyectos cinematográficos tuvieron elementos eróticos: en Stars at Noon fue una periodista que se prostituye con funcionarios gubernamentales por motivos de seguridad, y en Sanctuary (2022) interpretó a una dominatrix que chantajea a un cliente. Casada desde 2023 con el cantante de Bleachers, Jack Antonoff, ese año participó en dos videos musicales del grupo, uno de los cuales dirigió. En 2024 trabajó en Drive-Away Dolls, una comedia dirigida por Ethan Coen, y en La sustancia, por la que fue nominada al Globo de Oro.

## Biografía

### Primeros años
Nacida en octubre de 1994 en Montana, es hija de la actriz Andie MacDowell y del exmodelo y estanciero Paul Qualley, quienes se conocieron en una campaña de Gap para la que ambos modelaban. Tiene un hermano mayor, Justin, y una hermana cinco años mayor, Rainey, cantante de blues e intérprete ocasional. Posee ascendencia escocesa por parte materna. Transcurrió sus primeros años en un rancho de tres mil acres —unas 1200 hectáreas— ubicado en Missoula, donde MacDowell se había establecido poco después de haber actuado en Cuatro bodas y un funeral (1994), con el objetivo de que los medios no se entrometieran con su familia. En ese lugar no tenían televisión ni vecinos, por lo que los niños crecieron en un entorno distante. Tiempo después se trasladaron a la más urbana Asheville, en Carolina del Norte. Sus padres impartieron una crianza permisiva; por citar algunos ejemplos, Qualley podía faltar a clases cuando quisiera y su padre le enseñó a firmar como él, para que ella misma signara sus boletas de calificaciones. Tan protectores eran que, en varias oportunidades, MacDowell se negó a reproducir improperios que consideraba innecesarios en sus películas, porque no quería que sus hijos la escucharan hablar de ese modo. El matrimonio se divorció cuando Qualley tenía cinco años y la custodia se repartió en tiempos iguales.

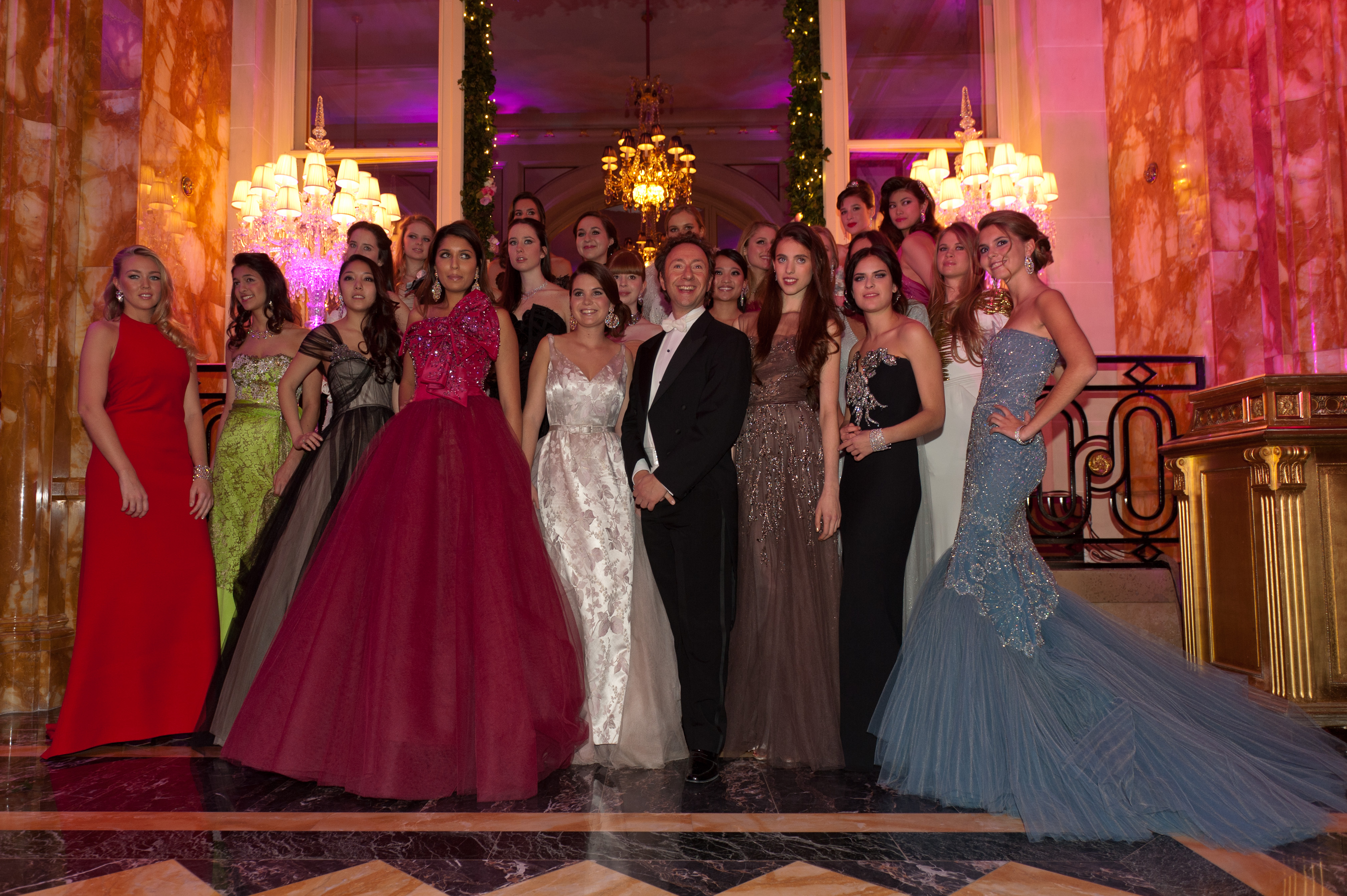
Qualley —tercera desde la derecha, primera fila— en el «Baile de debutantes» de 2011.

Al haber practicado ballet de pequeña, a los catorce años se fue de Asheville e ingresó en la North Carolina School of the Arts para perfeccionarse en esa danza. Sin importar qué tan placentera y «liberadora» le resultara la experiencia, se hastió de las continuas revisiones físicas que la institución demandaba. A los dieciséis, se mudó a Nueva York cuando los responsables del American Ballet Theatre le ofrecieron una posición como aprendiz. En esa ciudad estudió también en la French Academy, donde le enseñaban instructores del Ballet de la Ópera de París. Convivió con una amiga de la familia y tomó clases durante el verano, hasta que el American Ballet Theatre la invitó a realizar una pasantía en el North Carolina Dance Theatre, bajo la tutela de Patricia McBride. Sin embargo, para ese entonces Qualley había abandonado la idea de dedicarse profesionalmente al ballet, así que rechazó la oferta y se anotó en la Professional Children's School, con el fin de «concentrarse en un nuevo elemento artístico».
Paralelamente, se desempeñó de modelo y la representaron agencias como IMG de Nueva York y Uno Models de Barcelona. Posó para Valentino SpA y Chanel Haute Couture, además de trabajar en, entre otras revistas, Vogue, W, Teen Vogue, Interview, Vanity Fair y Nylon. Participó en el «Baile de debutantes» en el Hotel Crillon de París, como también hizo su hermana, y en 2011 modeló en el desfile «Philosophy» de Alberta Ferretti, durante la Semana de la Moda de Nueva York. En esa ocasión, utilizó un vestido de tarde inspirado en El gran Gatsby, como parte de la campaña primavera-verano de 2012 de esa marca. De acuerdo con lo escrito por Tamara Abraham en el Daily Mail, «[Qualley] no desentonó entre tantas modelos experimentadas que desfilaron en la pasarela». No obstante, a los pocos meses abandonó toda idea de seguir esa profesión, porque «la hacía sentir ridícula». Más adelante, asistió a la Universidad de Nueva York, pero en ese momento ya se encontraba grabando The Leftovers, por lo que pospuso las clases. De hecho, el primer episodio se proyectó en el Skirball Center de la institución. Hacia 2013, vivía en Venice (Los Ángeles) con su madre.

### Carrera

#### 2013-2015: Inicios interpretativos

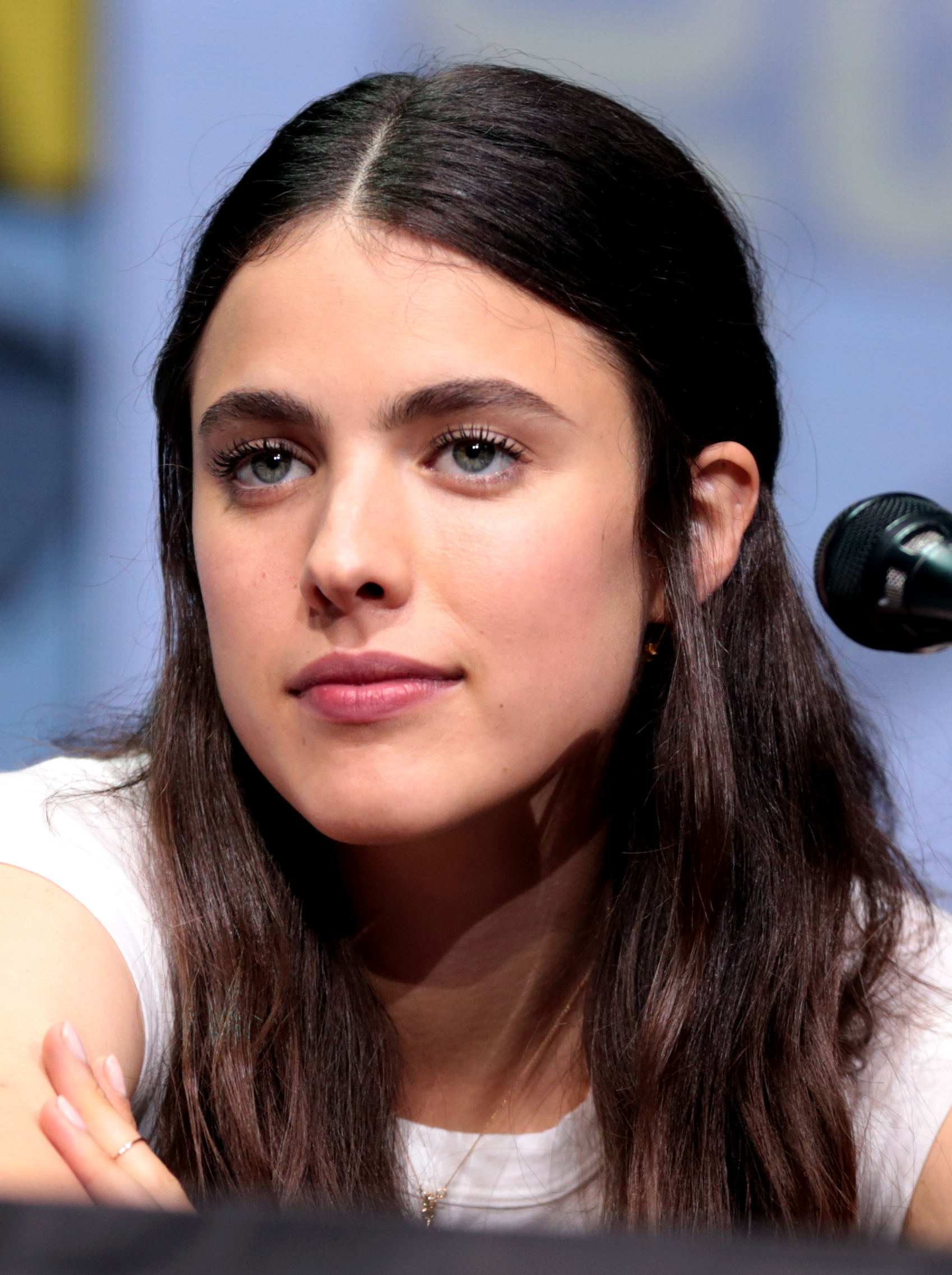
Qualley en la Comic-Con de 2017.

Durante una clase de improvisación en la escuela secundaria se interesó en la actuación y en un posterior viaje a Los Ángeles consiguió un representante. Asistió a un programa de verano de la londinense Real Academia de Arte Dramático y como presentación interpretó un monólogo de lady Macbeth donde pide a los dioses que la despojen de su femineidad, a fin de volverse lo suficientemente cruel para alcanzar su «brutal» objetivo. Qualley se describió como «un poco introvertida» y dijo que un discurso semejante «contrarrestaba mis tendencias naturales. [...] La idea de explorar diferentes lados de uno mismo es divertida». Su desempeño le mereció el papel masculino principal en una puesta de Enrique V representada por su clase. Su debut cinematográfico sucedió por casualidad, cuando visitó a una amiga que estaba filmando Palo Alto (2013) y la directora, Gia Coppola, le ofreció un papel menor que no tiene diálogos, al no haber nadie más que lo interpretara. Qualley fue Raquel, una muchacha que rivaliza con el personaje de Emma Roberts por la atención del de James Franco.
Su primer trabajo televisivo fue en la serie de HBO The Leftovers (2014-2017), donde tuvo más tiempo en pantalla. Asumió el papel de Jill Garvey, una estudiante sobresaliente que se volvió conflictiva luego de que millones de personas, incluida su madre, desaparecieran súbitamente, en un evento denominado «la Partida», que compone el eje central de la trama. Qualley se refirió a su personaje como «[una joven] rebelde que trata de no demostrar lo afligida que está» y rodó el episodio piloto justo después de graduarse del colegio secundario. En su reseña para The Globe and Mail, Lara Zarum hizo mención de que varias figuras del programa, entre ellas Jill, «tienen la profundidad de una hoja de papel». De manera semejante, Brian Tallerico indicó en RogerEbert.com que la labor de Qualley se vio afectada por el escaso desarrollo del personaje. Sus participaciones en la serie se volvieron menos frecuentes conforme emprendió proyectos cinematográficos «más tentadores». En 2015 protagonizó el cortometraje L'Américaine, producido por la marca de ropa Tory Burch LLC e inspirado en Un americano en París (1951).

#### 2016-2017: Consolidación en la industria
En 2016 trabajó para Ralph Lauren Corporation en su campaña otoño-invierno, ocasión en la que fue fotografiada por Steven Meisel. Además, por su desempeño en The Leftovers obtuvo un papel en la película de humor negro The Nice Guys (2016), donde encarnó a una adolescente a quien secuestran por parecerse a una fallecida estrella pornográfica. Al mismo tiempo, protagonizó el cortometraje de la marca de ropa Free People Dream Girl, en el papel de Nora. Ese año, ganó mayor notoriedad al actuar el video publicitario My Mutant Brain, para el perfume Kenzo World, que la convirtió en un fenómeno de internet. En el anuncio de tres minutos, dirigido por Spike Jonze y coreografiado por Ryan Heffington, se la muestra realizando un baile «histriónico y perturbador» el cual, como se revela al final, es producto de haberse perfumado. Parte de la rutina proviene de Qualley, quien incorporó algunos movimientos de ballet en la misma, mientras el director se limitaba a darle indicaciones: «En la audición, [Jonze] empezó a gritarme cosas del estilo: "¡Ahora eres un vampiro!", "¡Ahora tu brazo tiene mente propia y trata de lastimarte!" o "¡Ahora estás peleando con dragones!" Filmaba todo con el celular, mientras yo saltaba en la mesa de té y gateaba en el suelo». Para mediados de 2017, el video acumulaba seis millones de reproducciones en YouTube.

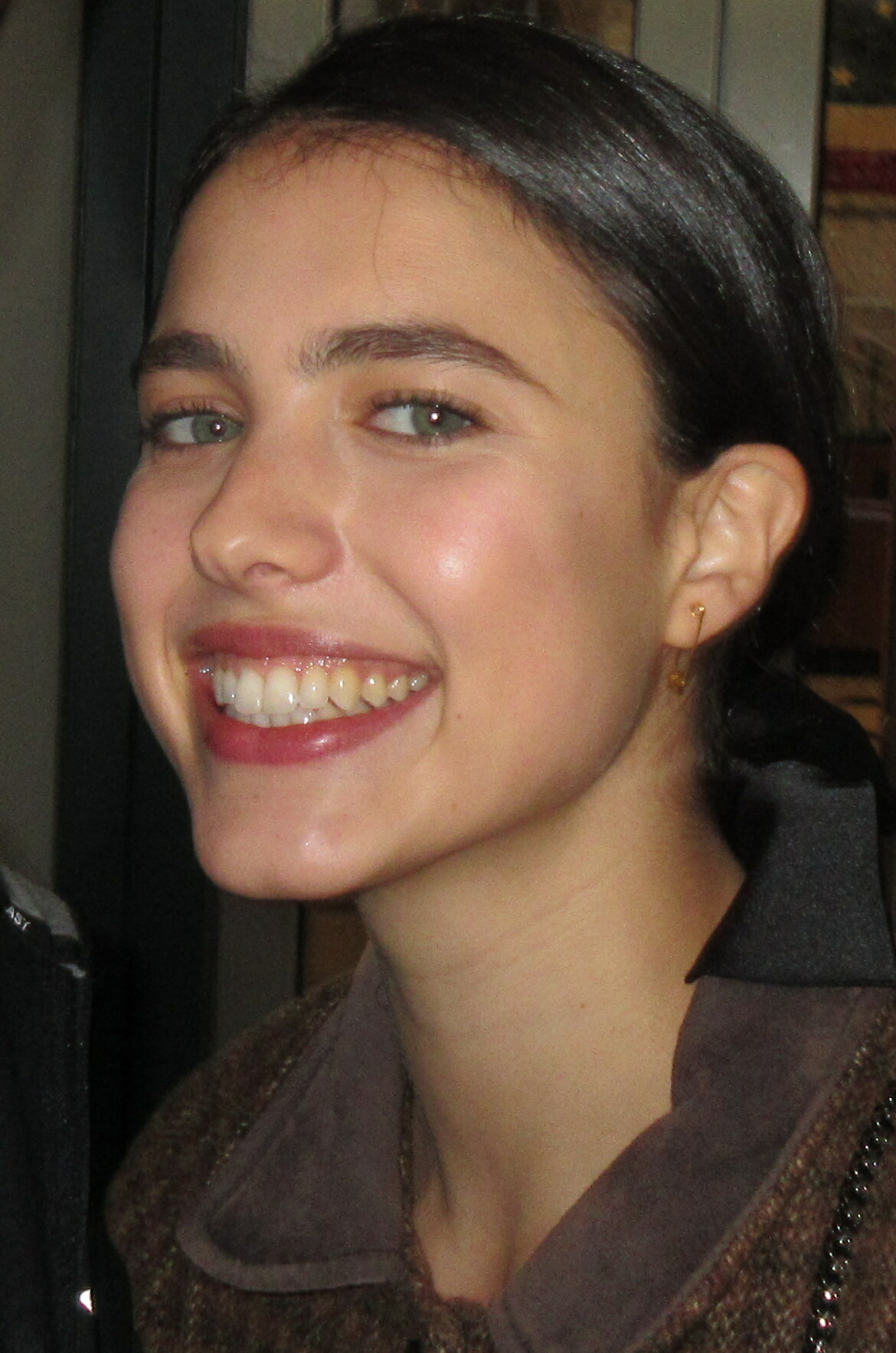
Qualley en octubre de 2017.

En 2017 obtuvo un papel en el filme dramático y de misterio La desaparición de Sidney Hall, donde su personaje, al cual definió como «una mala persona... Un desastre. Una fiestera neoyorquina y un alma perdida», tiene escasos diálogos. En su labor como amante del protagonista, «Qualley se pasa toda la película sollozando histéricamente o tratando de convencer a Sidney de que formalicen la relación», de acuerdo con la reseña de IndieWire. A esta siguió una participación en el video musical de «Sweet Sound of Ignorance», canción de SoKo, donde actuó con su hermana. El trabajo consistió en acompañar a la cantante en baile y sus rostros no son visibles, dado que llevan puestas cabezas de conejo. Asimismo, se presentó en el programa de entrevistas español El hormiguero donde, además de conversar con el conductor Pablo Motos por medio de un intérprete, intervino en desafíos de carácter humorístico. Fue parte, por consiguiente, del especial hecho por la producción centrado en los invitados de la duodécima temporada, llamado Asesinato en el Hormiguero Express.
También en 2017, protagonizó la película dramática Novitiate, ambientada durante el Concilio Vaticano II, en el papel de la hermana Cathleen, una novicia católica que reside en un convento con tal de mantenerse alejada de su inestable madre; en ese lugar, padece la estrictez de la abadesa y lidia con latentes deseos sexuales. Fue una de cuarenta candidatas al papel, que obtuvo tras conversar cinco minutos con Maggie Betts a través de Skype, tiempo suficiente para que la directora percibiera en ella «un magnetismo y un dolor que no enseña, pero que está ahí, además de un enfoque y una fuerza que me partieron la cabeza como un rayo». Qualley cohabitó con sus compañeras de elenco en un entorno similar al de la película y en ese tiempo no tuvieron acceso tecnológico. Como no es religiosa, entró en personaje comparando la disciplina de Cathleen con la suya cuando practicaba ballet. Su actuación, que le reportó buenas críticas desde el estreno en el Festival de Cine de Sundance, fue descrita como una «revelación» por IndieWire. En Variety se menciona que, «con su serenidad y curiosidad que no manifiesta hasta el final», Qualley funciona como «contraste perfecto» de Melissa Leo, quien interpretó a la madre superiora.
Ese año encabezó, junto con Nat Wolff, el reparto de la película de suspenso psicológico Death Note, basada en el manga homónimo. En esta ocasión, interpretó a Mia Sutton, una estudiante que utiliza un cuaderno sobrenatural para matar personas; de este modo, con un compañero comienzan a asesinar criminales y terminan corrompiéndose. El personaje cumple la misma función que en la obra original, si bien tiene mayor implicación en la historia, y reúne características tanto de Misa Amane como del más malévolo Light Yagami. Adam Wingard la eligió porque notó en ella «cierta oscuridad» y una «ferocidad espontánea que se le refleja en los ojos». Al director le convenció también la química entre Qualley y Wolff —quienes habían estado en pareja anteriormente—, hasta entonces «la mejor que [había] visto». La adaptación de Netflix fue ampliamente criticada por el público y la prensa por igual, en virtud de las divergencias que tiene con el argumento original, en tanto la periodista Kristy Puchko opinó: «Death Note desperdicia el carisma desenfrenado [de Qualley] y su manejo hipnótico del cuerpo, al presentar esta aburrida Manic Pixie Dream Girl. [...] Mia está ahí en función de la trama, no es un personaje». El Michigan Daily, por su lado, afirmó que la actriz ofreció una interpretación «exagerada» y «caricaturizada». Todo ello no fue óbice para que la película consiguiera altos índices de audiencia en la plataforma.

#### 2018-2019: Elogios de la crítica
En el vigésimo quinto aniversario de Kate Spade New York en la industria de la moda, la marca escogió a Qualley como cara principal de su campaña primavera de 2018, ocasión en que la vistió Alex White y la fotografió el dúo Inez and Vinoodh, en blanco y negro. Al mismo tiempo, protagonizó el cortometraje de Bat for Lashes Light Beings, de quince minutos y de tintes surrealistas, en el papel de una novia en el día de su boda. Luego de eso, participó en la película dramática Donnybrook, basada en la novela homónima de Frank Bill. En esta oportunidad encarnó a Delia Angus, una fabricante de metanfetamina controlada por su hermano, quien funge como antagonista. La actriz describió al personaje como «un alma triste y perdida, envuelta en una situación muy grave». En Los Angeles Times, Katie Walsh elogió el desempeño del elenco en general, pero hizo hincapié en Qualley, quien «interpreta a la traumatizada Delia casi como si estuviera aturdida». En 2019, dio voz y movimiento a «Mama» en el videojuego de Kojima Productions Death Stranding. Además, ese año coreografió dos videos musicales de Cashmere Cat: «Emotions» y «For Your Eyes Only», en los que además actuó como «Princess Catgirl», el alter ego del artista noruego, lo cual requirió que se le capturara el movimiento. Con el fin de aportar ideas, envió videos bailando al artista y al director, Jake Schreier, y la inspiración para la rutina provino de las propias canciones.

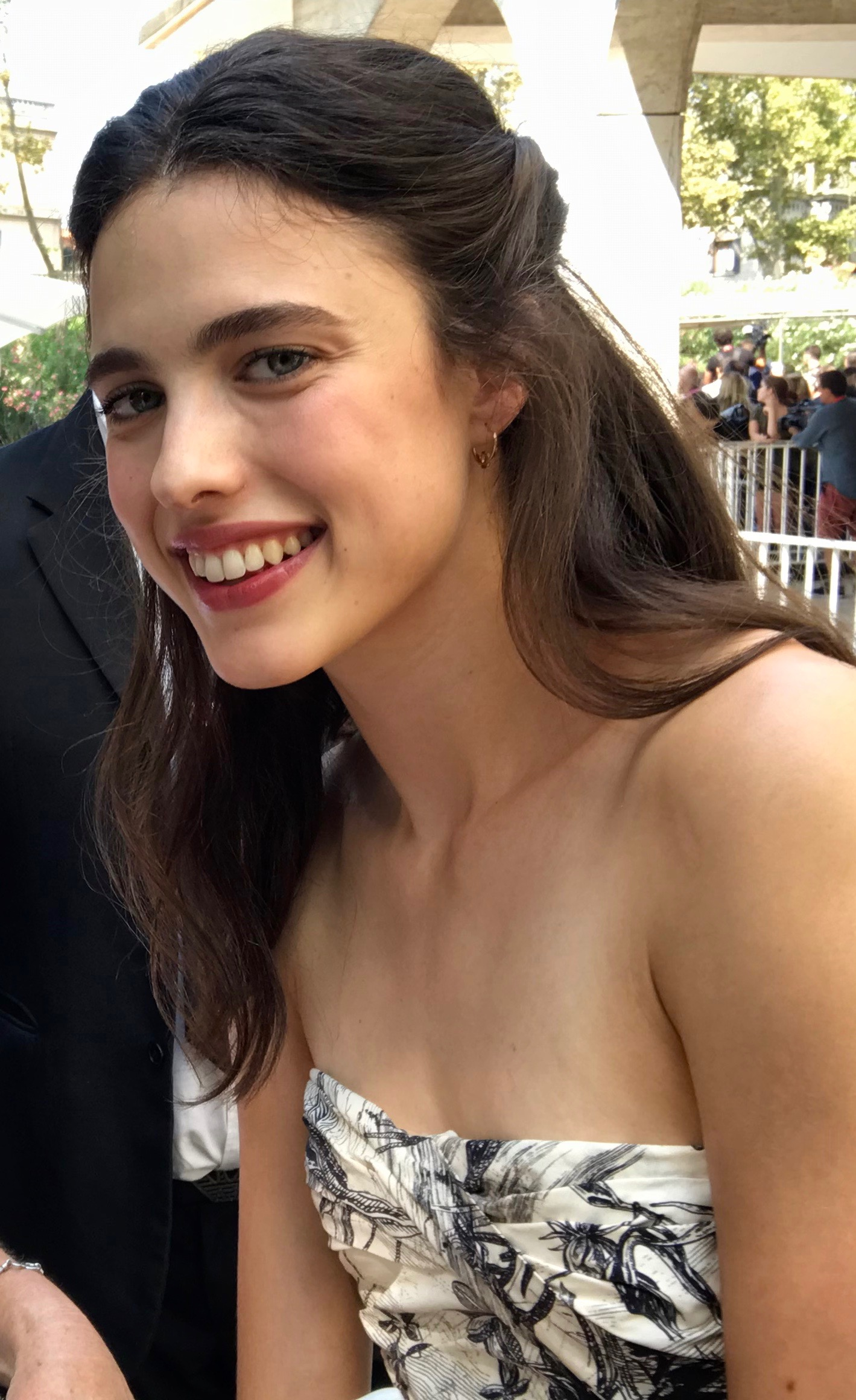
Qualley en el Festival de Cine de Venecia de 2019.

En 2019 actuó en la película de Quentin Tarantino Once Upon a Time in Hollywood como «Pussycat», una jipi miembro de la Familia Manson que coquetea con el personaje de Brad Pitt; esta figura no está basada en una persona en particular. Primero acudió a una audición con el director de reparto, en la que no creyó haber demostrado todo su potencial, y luego filmó una toma con Pitt a modo de prueba. Tras darle el papel, Tarantino le indicó que viera documentales sobre la Familia y le prestó varios de sus DVD acerca del tema. Qualley halló una interesante «combinación de inocencia juvenil con un trasfondo amenazante» en las seguidoras de Manson. Fue la única miembro del reparto a quien no se le recortó ninguna escena, dado que el director consideraba el desempeño «demasiado bueno» para suprimirlo. Merecedora de críticas positivas desde el estreno en el Festival de Cine de Cannes, su breve intervención fue descrita como «magnífica» por Flavorwire. Por añadidura, recibió una nominación en los premios del Sindicato de Actores en la categoría mejor reparto. Con respecto al rendimiento comercial, Once Upon a Time in Hollywood tuvo un lanzamiento considerablemente exitoso. Su siguiente trabajo se produjo en la película de temática LGBT Adam, como Casey, la hermana lesbiana —permanece encerrada solo ante sus padres— del protagonista, con quien este pasa el verano en Nueva York.
Al mismo tiempo, representó a la coreógrafa y bailarina Ann Reinking en la miniserie de FX Fosse/Verdon, la primera ocasión en que interpretó a una persona real. Uno de los creadores, Steven Levenson, describió a este personaje, que funge como amante de Bob Fosse, como «el igual intelectual de Fosse... Tiene una especie de fuerza que la hace capaz de lidiar sus altibajos con él» y agregó: «[Qualley] aporta esa extraña combinación: en una persona fuerte, eso lo notas enseguida, pero tiene también cierta delicadeza». Si bien conocía el trabajo de Reinking desde hacía tiempo, a modo de preparación analizó en detalle múltiples entrevistas y varias actuaciones de la retratada. Un par de semanas antes del inicio de la filmación, hizo contacto con Reinking a través de un biógrafo de Fosse, de forma que comenzaron a comunicarse varias veces por semana. Entablaron conversaciones muy personales, del tipo que «facilitan el acercamiento» con alguien. Por su trabajo, fue candidata al premio de la Crítica Cinematográfica y al Primetime Emmy en la categoría mejor actriz de reparto en una miniserie. Asimismo, ejerció un papel secundario en Seberg, película biográfica de Jean Seberg donde interpretó a Linette, esposa de un agente del FBI, quien vigila a la protagonista porque la cree parte del movimiento por los derechos de las personas negras.
Su siguiente papel protagónico fue en la producción de Netflix IO, como la científica Sam Walden, una de las últimas habitantes de una versión postapocalíptica de la Tierra, cuyo dilema radica en intentar salvar el planeta o abandonarlo para su propia protección. La filmación en Bulgaria fue particularmente dura para la actriz, debido a la temperatura extremadamente baja. A Joel Keller, del sitio web Decider, le impresionó la interpretación de Qualley por «haber capturado la soledad e igualmente la determinación de su personaje», mientras que Nick Allen escribió en RogerEbert.com que ni Qualley ni su coprotagonista, Anthony Mackie, comparten escenas convincentes, debido a la construcción de sus personajes. Seguidamente, en el filme dramático Hijo nativo interpretó a Mary Dalton, una joven rica por parte de sus padres, algo con lo que se sintió identificada: «Estoy consciente de que soy una privilegiada desde siempre... [Con este papel] quise encontrar mis defectos y aprender de ellos». Esta adaptación de la novela homónima de Richard Wright fue objeto de reseñas dispares. Por último, ese año caracterizó a una muchacha que asegura estar embarazada de su novio, quien murió cinco años antes, en la película de suspenso Strange but True, basada en una novela de John Searles. Guy Lodge comenzó su reseña para Variety de la siguiente forma: «La actuación de Qualley como una ingenua y misteriosa embarazada es el punto fuerte de este absurdo thriller suburbano» en virtud, entre otras cuestiones, de que «te hace creer completamente la historia del personaje o, al menos, te convence de que ella cree lo que dice».

#### 2020-2022: Éxito en televisión

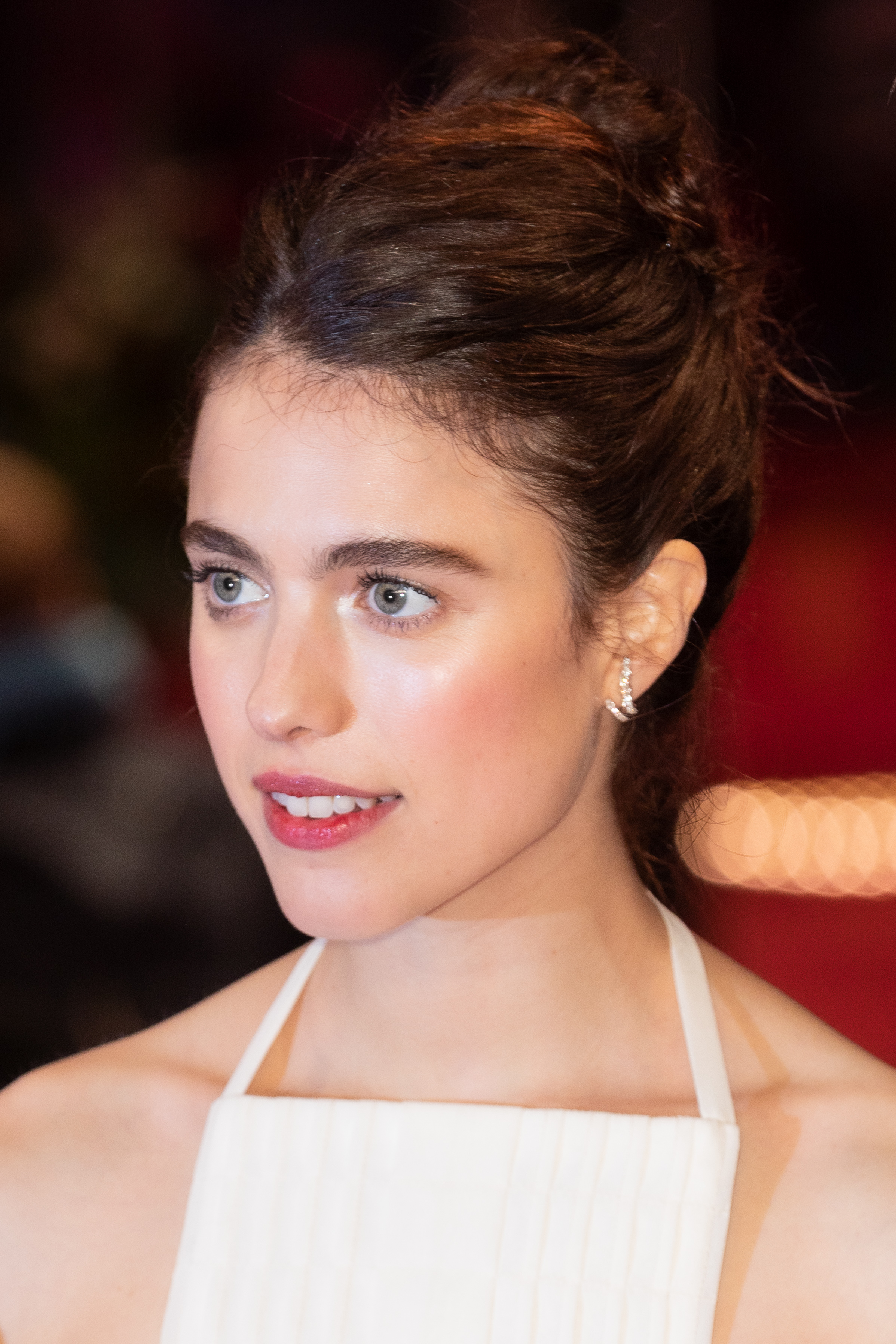
Qualley en el Festival de Cine de Berlín de 2020.

En 2020 actuó, junto con Shia LaBeouf, en el video musical de «Love Me Like You Hate Me», tema de su hermana, a quien artísticamente se conoce como «Rainsford». El videoclip de diez minutos los presenta como una pareja problemática, y la ocasión requirió que ambos intérpretes salieran desnudos en pantalla. Al mismo tiempo, protagonizó el cortometraje de la empresa tecnológica HP Wake Up, en el papel de una mujer que recupera la memoria, tras haber quedado amnésica, y que «se ve obligada a redescubrir su humanidad en un mundo cada vez más digital». Ese año asumió el papel principal de la película independiente My Salinger Year, como Joanna Rakoff, en cuyas memorias está basada la producción. Su personaje trabaja en una editorial y ello le garantiza una buena posición, pero aspira a convertirse en escritora. Rakoff, quien la había visto en The Leftovers, pidió expresamente que contrataran a Qualley para que la representara. Mientras Chicago Sun-Times publicó: «Ya sea que Joanna esté bailando en una escena con tintes de fantasía o buscando su estilo como escritora, es una actuación encantadora y entrañable», The Guardian indicó que, a pesar del estilo enérgico de Qualley, el personaje resulta poco carismático: «Es un paño de cocina dentro de un cárdigan». El 1 de mayo de 2020, participó en una lectura en línea de Romeo y Julieta en el papel femenino principal, una de tantas representaciones de obras shakesperianas en el marco del programa Acting for a Cause, con fines benéficos.
Al año siguiente asumió el protagonismo de la miniserie de Netflix Maid, donde interpretó a la madre soltera Alex Russell, una víctima de violencia de género por parte del padre de su hija que comienza a ejercer de trabajadora doméstica, para costear las necesidades básicas de la niña. Qualley dijo que «el amor [de su personaje] por su hija es lo que más [le] impactó de la historia» y por varios días compartió tiempo con la actriz Rylea Nevaeh Whittet, en busca de generar un vínculo genuino con ella, lo que describió como «una especie de trabajo de ensueño». En esta serie, basada en una novela autobiográfica de Stephanie Land, coincidió con MacDowell, quien encarnó a la madre de su personaje. La producción fue objeto de comentarios positivos y los conglomerados de medios elogiaron la intervención de la actriz; por caso, en The Hollywood Reporter, Angie Han hizo mención de los atributos de Qualley: «Afortunadamente para ella, tiene un rostro expresivo que convierte a Alex en un libro abierto. En escenas de muchísima tensión donde lucha por mantener la compostura, un temblor en el labio, un tiriteo en el párpado o una pequeña dilatación en las fosas nasales revelan lo que está sintiendo». Fue candidata al premio Globo de Oro, Primetime Emmy, de la Crítica Televisiva, del Sindicato de Actores y al de la Asociación de Críticos de Televisión por este trabajo.
En 2022 protagonizó Stars at Noon, de Claire Denis, como una periodista atrapada en Nicaragua, país en medio de una crisis gubernamental, quien no tiene otra alternativa que prostituirse con funcionarios para conservar el carnet de prensa y así garantizar su seguridad. La directora observó en Qualley, a quien había ofrecido el papel cuatro años antes, «una parte salvaje, alegre y fantástica, en la línea de Paulette Goddard en Tiempos modernos». Se precisó que realizara varios desnudos, debido a las escenas de sexo de la película, algo con lo que estuvo cómoda por «el buen ambiente» creado por Denis en el plató. Stars at Noon se hizo en su mayoría con comentarios positivos de la prensa, no así del público. En su reseña para Vulture, Alison Willmore aseveró que no hay química notoria entre Qualley y su coprotagonista, Joe Alwyn, cosa a la que restó importancia, puesto que la relación entre sus personajes no es sentimental, sino sexual. Su siguiente proyecto cinematográfico también tuvo elementos eróticos: en Sanctuary (2022) caracterizó a una dominatrix que chantajea a un empresario que la había contratado anteriormente. Además de su labor interpretativa, se desempeñó como productora ejecutiva. Filmada en diecisiete días, todas las secuencias de Sanctuary estuvieron coreografiadas con detalle, y Qualley halló interesante «tener que actuar con espontaneidad dentro de esos parámetros tan específicos». La película obtuvo calificativos positivos de los medios y los espectadores en la misma medida, de igual manera que la actriz: por citar un ejemplo, Variety publicó que «Qualley enseña todas las perspectivas de su personaje, desde su agresividad hasta sus vulnerabilidades».

#### 2023-presente: Proyectos recientes

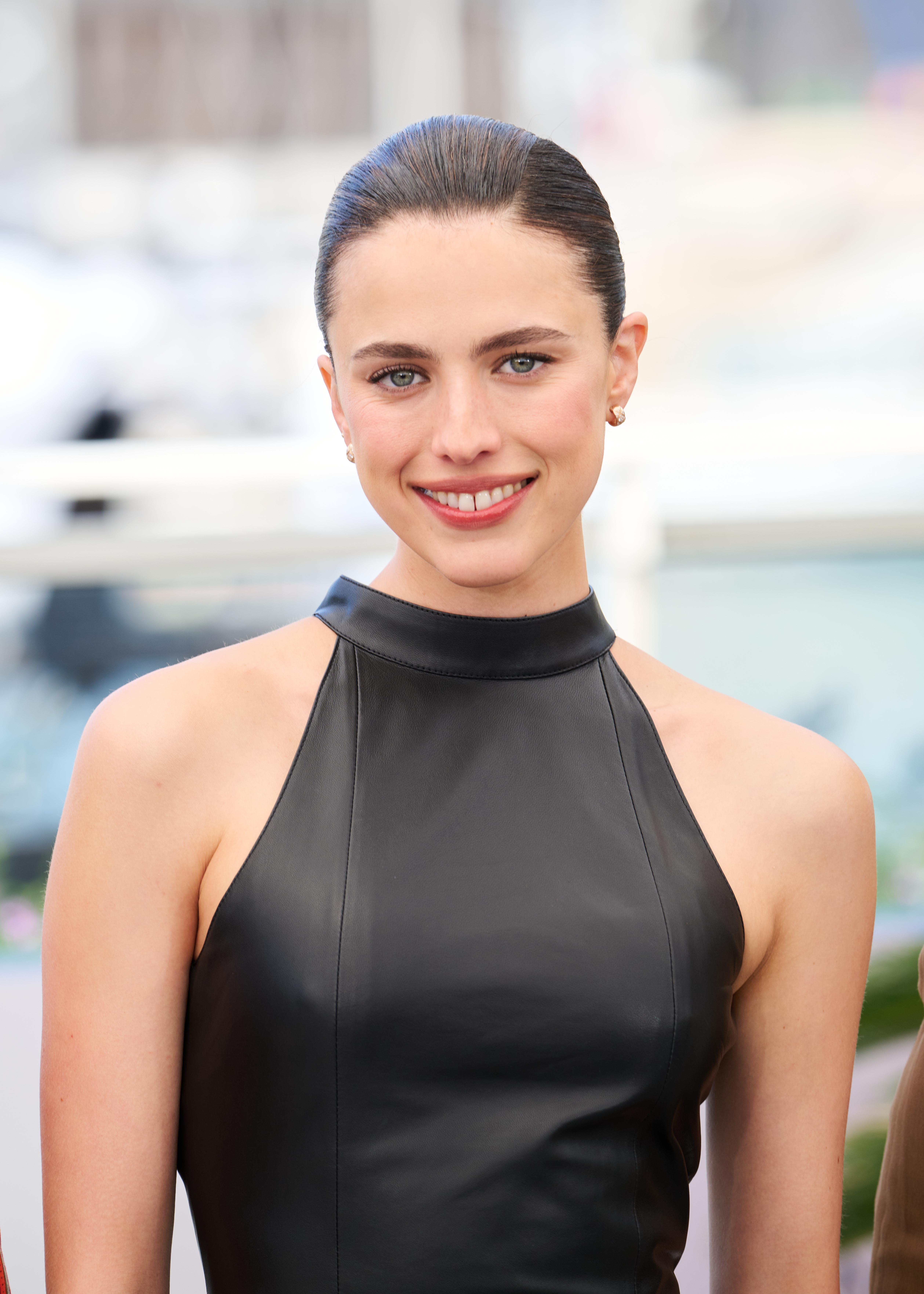
Qualley en el Festival Internacional de Cine de Cannes de 2025.

En 2023 participó en la película de Giórgos Lánthimos Pobres criaturas, de buen rendimiento crítico y taquillero, como una mujer adulta que actúa como un bebé, por las características del argumento. En opinión de Screen Rant, haberle dado poco más de dos minutos en pantalla a Qualley fue un «desperdicio» y uno de los mayores errores de la película. Al mismo tiempo, protagonizó, coreografió y codirigió el video musical del tema de Bleachers «Tiny Moves», donde coincidió con su esposo, Jack Antonoff, uno de los miembros del grupo. Actuó también en el videoclip de «Alma Mater», de la misma banda y lanzado ese año. Por su labor se la nominó en los MTV Video Music Awards por mejor coreografía y mejor dirección. En 2024 asumió el papel estelar de la comedia de temática queer Drive-Away Dolls, donde interpretó a una mujer lesbiana, de actitud lasciva, quien emprende un viaje por la carretera con una amiga, sin saber que dentro del automóvil hay un maletín que pone en peligro su vida. Para que lograra el marcado acento texano de su personaje, Ethan Coen le pidió que escuchara entrevistas de celebridades sureñas como Ann Richards y Tommy Lee Jones. El filme tuvo un estreno modesto en cuanto a recaudación y fue objeto de comentarios dispares de la prensa, si bien las secuencias que Qualley compartió con Geraldine Viswanathan recibieron elogios. A pesar de ello, la periodista Kate Bove aseveró que Drive-Away Dolls no resultó exitosa porque ninguna de las dos actrices era lo suficientemente popular para atraer a la audiencia.
Volvió a trabajar bajo la dirección de Lánthimos cuando intervino en la comedia absurda Kinds of Kindness (2024), que se divide en tres escenarios inconexos. En esta tuvo mayor participación e interpretó varios personajes secundarios, por la citada estructura. Justamente, de acuerdo con dos analistas de Fotogramas, el elenco, «que se presta a interpretar diferentes y arriesgados papeles», compone lo mejor de la película. También en 2024 ejerció el protagonismo, junto con Demi Moore, del filme de horror corporal La sustancia, como la «versión más joven y mejor» de una celebridad en decadencia que ingiere una droga experimental, precisamente, para rejuvenecer. Como más adelante el personaje adquiere un aspecto monstruoso, se requirió que Qualley pasara largas jornadas recibiendo maquillaje y, en última instancia, que llevara un traje hecho de espuma de látex. Las prótesis que le colocaron en el rostro le propiciaron un fuerte acné que tardó un año en quitársele. En la tónica de Drive-Away Dolls y de Kinds of Kindness, en esta oportunidad también realizó escenas de desnudo. La película tuvo buenos ingresos, al punto de convertirse en el estreno más exitoso de su distribuidora, MUBI, y recibió amplia cobertura de los medios comunicativos, con la mayoría de especialistas coincidiendo en valorarla positivamente. La artista recibió nominaciones como actriz de reparto en los premios de la Crítica Televisiva y los Globo de Oro, entre otros.
También en 2025, Margaret Qualley formará parte del elenco coral de Honey Don’t!, una nueva comedia dirigida por Ethan Coen y escrita junto a Tricia Cooke. En esta ocasión, compartirá cartel con Jack Black, Aubrey Plaza, Domhnall Gleeson, Andy García y Selena Gomez, entre otros. Aunque la trama se ha mantenido en secreto, la producción ha sido descrita como una “comedia criminal” con el distintivo estilo irreverente de Coen y un enfoque decididamente queer, siguiendo la línea iniciada con Drive-Away Dolls. 

## Características e imagen pública

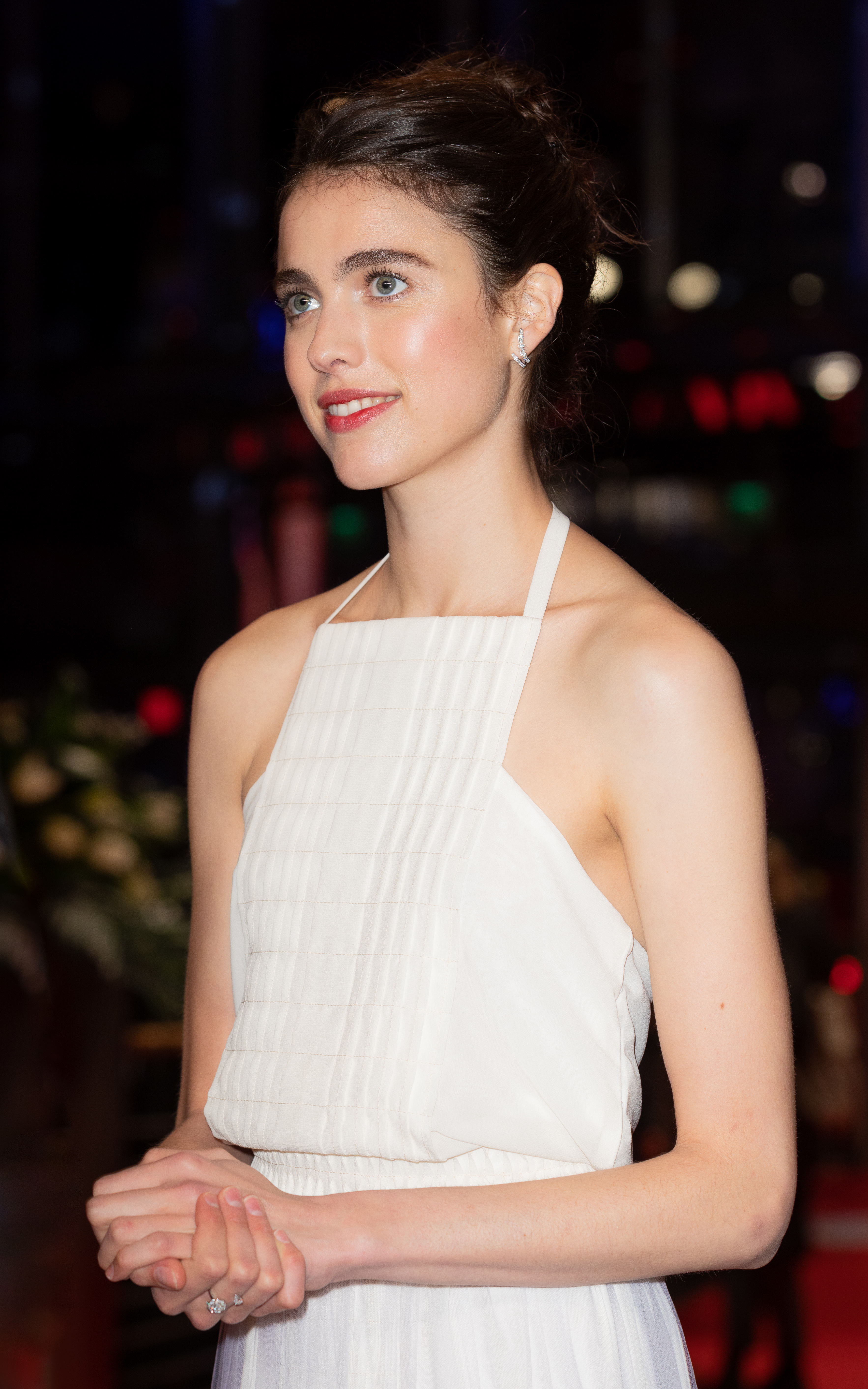
Qualley en el Festival de Cine de Berlín, 2020.

Aun cuando es hija de la actriz Andie MacDowell, de considerable popularidad durante la década de 1990, creció alejada de la exposición mediática y, en lo posible, mantuvo esta conducta después de convertirse ella también en intérprete. La revista Hunger se refirió a Qualley como una joven privilegiada «con lo pies sobre la tierra» que, en un punto, empezó a utilizar su repercusión en las redes en favor de proyectos solidarios de varias clases. Forma parte de una segunda generación de actores, hijos de intérpretes populares durante las décadas de 1980 y 1990, de los cuales se puede citar a Jack Kilmer, Lily-Rose Depp o Maya Hawke. De acuerdo con Chicago Sun-Times, todos ellos comparten la característica de «haber demostrado un talento impresionante» en algún momento, «y Qualley es posiblemente la más talentosa, como prueban sus excelentes actuaciones en The Leftovers, Fosse/Verdon y Once Upon a Time in Hollywood».
En muchos casos, trasladó su habilidad de baile al trabajo actoral, lo que dio como resultado interpretaciones «muy físicas». Por citar un ejemplo, en un análisis sobre su papel en Sanctuary, dijo: «[En algunas tomas] tuve la sensación de que caminar de tal o cual manera quedaría bien, o de que hacer cierto movimiento u otra cosa acompañaría bien al diálogo». En ese sentido, los directores de la compañía Super Ltd., que tiene los derechos de esta película, llamaron a Qualley y a Christopher Abbott «dos de los actores más dinámicos de su generación». Por otra parte, incursionó en variedad de géneros cinematográficos y ha interpretado personajes de distintas personalidades. Spike Jonze mencionó que, más allá de lo objetivamente atractiva que pueda ser, «en realidad es un bicho raro. [...] Eso gusta a los agentes y directores de casting. Es un abanico de posibilidades». Qualley incursiona en proyectos que en principio la hacen sentir intimidada, y generalmente asume papeles de mujeres «tristes y sombrías». Hacia fines de 2024, dijo que dejaría de hacer producciones artísticas y enrevesadas para dar espacio, por ejemplo, a comedias románticas donde no fuera necesario «salir desnuda ni morir al final».
En una oportunidad, afirmó que no se preocupa en seguir los estándares de belleza que suele imponer la industria de Hollywood. Un ejemplo de ello es el videoclip de Kenzo World, donde sale en pantalla haciendo muecas, metiéndose la mano en la boca y simulando espasmos, entre otros gestos poco convencionales. De acuerdo con Vogue, allí se la mostró como «una mujer a la que no le importa ser delicada ni tampoco estar guapa. De hecho, está bastante fea. Y no resulta nada femenina», mensaje ligado al concepto de emancipación de la mujer. Gracias a este anuncio, Qualley ganó mucha más popularidad en el medio. En el inicio de ese video, se ve a su personaje sentada en un evento público, aparentemente sofocada; esto es perceptible a través de las expresiones oculares de la actriz. Maggie Betts, quien la dirigió en Novitiate, la comparó con Audrey Hepburn —protagonista de Historia de una monja, una de las inspiraciones de la película—, en virtud de «esos ojos enormes... que buscan algo» y de que su esclerótica es visible por debajo del iris, como sucedía con Hepburn: «Siempre que ese espacio blanco queda a la vista, la persona proyecta su pasado, sus sentimientos y sus conflictos. [...] Margaret no me recordó a Audrey por su voz o sus movimientos, pero tiene esa misma mirada tan expresiva».
Descrita por la prensa como atractiva físicamente, la revista Vanity Fair anticipó en 2014 que tanto Qualley como su hermana «parecen haber heredado la belleza perdurable de su madre». En tanto, más adelante la francesa Numéro destacó «su belleza deslumbrante... que la hace oscilar entre Jennifer Connelly e Isabelle Adjani». Si bien en las primeras etapas de su carrera mantuvo una forma informal de vestirse, Vogue citó su aparición en el estreno de Seberg en el Festival Internacional de Cine de Venecia de 2019 como su conversión en «un icono del estilo». Frecuentemente viste prendas de las firmas Gucci, Miu Miu, Dior o Chanel, y en 2020 trabajó como embajadora de esta última.

## Vida privada
Qualley estuvo en pareja con el músico y actor Nat Wolff, de acuerdo con los medios de comunicación, desde la época en que trabajaron juntos en Palo Alto. En los años siguientes, se la vinculó sentimentalmente también con los intérpretes Pete Davidson y Shia LaBeouf. Terminó su relación con este último cuando FKA Twigs, exnovia de él, lo denunció en diciembre de 2020 por agresión sexual. No afirmó haber sido objeto de un trato similar, pero se pronunció a favor de FKA Twigs a través de Instagram. Fue en la ceremonia de los premios de la Crítica Cinematográfica, en marzo de 2022, que por primera vez se mostró acompañada de Jack Antonoff, cantante de Bleachers. Anunciaron su compromiso el 31 de mayo de ese año y se casaron el 19 de agosto de 2023 en Nueva Jersey, luego de cenar con familiares y amigos en la marisquería Black Whale Bar & Fish House el día anterior. Lana Del Rey escribió la canción «Margaret» —incluida en el álbum Did You Know That There's a Tunnel Under Ocean Blvd (2023)— inspirada en Qualley, puesto que quería hacer una composición para Antonoff, colaborador suyo. La actriz prestó su voz para el interludio del tema «Taco Truck x VB», el cual también figura en el disco.
Siguió bailando después de abandonar la idea de dedicarse a ello, aunque solo danza contemporánea, porque en un punto perdió algo de habilidad y es «demasiado perfeccionista» para practicar ballet en una expresión menor a la que podía. Según dijo en 2017, en esa época acudía al estudio de Ryan Heffington, que quedaba a algunas calles de la casa de su hermana en Los Ángeles, lo que la ayudaba a mantenerse mentalmente sana. Aparte de eso, Qualley no es religiosa y le dan alergia los gatos.

## Pensamiento y causas
Políticamente, en su momento se manifestó en contra del candidato republicano Donald Trump y, después de que saliera victorioso, declaró: «Imaginaba que lo arrestarían antes de la asunción». En enero de 2017 participó de una manifestación hecha por artistas mujeres en el Festival de Cine de Sundance, con la finalidad de expresar rechazo hacia el presidente. «Hay mucho fuego brotando dentro nuestro en este momento, eso es emocionante. El hecho de que todos se estén involucrando más en la política es algo muy importante», dijo. Hacia mediados de 2020, sobre las medidas tomadas por este que podrían haber afectado al medio ambiente natural, dijo que la situación era «catastrófica». Justamente, se interesó por la protección del ecosistema desde su etapa en la escuela secundaria, además de hacerse vegetariana y, en sus propias palabras, convertirse en una persona «molesta y apasionada» en ese sentido.
Qualley usa las redes sociales para apoyar organizaciones como la Coalición LEAF, en busca del cese de las deforestaciones. Además, ha trasmitido mensajes en beneficio de la igualdad de género y, a finales de 2019, empezó a visitar reformatorios para enseñar a bailar a mujeres adolescentes. En 2023 estuvo presente en el evento Diner de la Mode, organizado por la asociación Sidaction, en pro de la concienciación y la recaudación de fondos para la lucha contra el SIDA.

## Filmografía

### Cine
| Año  | Trabajo                        | Papel                            | Notas                        | Ref.    |
| ---- | ------------------------------ | -------------------------------- | ---------------------------- | ------- |
| 2013 | Palo Alto                      | Raquel                           | Papel sin diálogos           | [ 3 ]   |
| 2016 | The Nice Guys                  | Amelia Kuttner                   |                              | [ 43 ]  |
| 2017 | La desaparición de Sidney Hall | Alexandra                        |                              | [ 3 ]   |
| 2017 | Novitiate                      | Hermana Cathleen                 |                              | [ 50 ]  |
| 2017 | Death Note                     | Mia Sutton                       |                              | [ 53 ]  |
| 2018 | Donnybrook                     | Delia Angus                      |                              | [ 58 ]  |
| 2019 | IO                             | Samantha «Sam» Walden            |                              | [ 16 ]  |
| 2019 | Once Upon a Time in Hollywood  | «Pussycat»                       |                              | [ 14 ]  |
| 2019 | Adam                           | Casey Freeman                    |                              | [ 53 ]  |
| 2019 | Seberg                         | Linette Solomon                  |                              | [ 68 ]  |
| 2019 | Hijo nativo                    | Mary Dalton                      |                              | [ 66 ]  |
| 2019 | Strange but True               | Melissa Moody                    |                              | [ 17 ]  |
| 2020 | My Salinger Year               | Joanna Rakoff                    |                              | [ 18 ]  |
| 2022 | Stars at Noon                  | Trish Johnson                    |                              | [ 60 ]  |
| 2022 | Sanctuary                      | Rebecca Marin                    | También productora ejecutiva | [ 86 ]  |
| 2023 | Pobres criaturas               | Felicity                         |                              | [ 90 ]  |
| 2024 | Drive-Away Dolls               | Jamie Dobbs                      |                              | [ 87 ]  |
| 2024 | Kinds of Kindness              | Vivian / Martha / Ruth / Rebecca |                              | [ 90 ]  |
| 2024 | La sustancia                   | Sue                              |                              | [ 28 ]  |
| 2025 | Blue Moon                      | Elizabeth Weiland                |                              | [ 115 ] |
| 2025 | Honey Don't!                   | Honey O'Donahue                  | Posproducción                | [ 116 ] |

### Televisión
| Año       | Trabajo                            | Papel        | Notas                    | Ref.   |
| --------- | ---------------------------------- | ------------ | ------------------------ | ------ |
| 2014–2017 | The Leftovers                      | Jill Garvey  | Elenco principal         | [ 31 ] |
| 2018      | Asesinato en el Hormiguero Express | Invitada     | Especial de televisión   | [ 49 ] |
| 2019      | Fosse/Verdon                       | Ann Reinking | Protagonista (miniserie) | [ 66 ] |
| 2021      | Maid                               | Alex Russell | Protagonista             | [ 76 ] |

### Videos
| Año  | Trabajo            | Papel            | Notas                                     | Ref.   |
| ---- | ------------------ | ---------------- | ----------------------------------------- | ------ |
| 2015 | L'Américaine       | Novia            | Cortometraje producido por Tory Burch LLC | [ 42 ] |
| 2016 | Dream Girl         | Nora             | Cortometraje producido por Free People    | [ 44 ] |
| 2016 | My Mutant Brain    | Bailarina        | Video publicitario de Kenzo               | [ 45 ] |
| 2018 | Light Beings       | Novia            | Cortometraje de Bat for Lashes            | [ 56 ] |
| 2020 | Wake Up            | Jane Doe         | Cortometraje de HP                        | [ 74 ] |
| 2020 | Acting for a Cause | Julieta Capuleto | Lectura en línea de Romeo y Julieta       | [ 78 ] |

### Videojuegos
| Año  | Trabajo         | Papel        | Notas                                 | Ref.   |
| ---- | --------------- | ------------ | ------------------------------------- | ------ |
| 2019 | Death Stranding | «Mama» (voz) | También se hizo captura de movimiento | [ 59 ] |

### Videos musicales
| Año  | Canción                    | Artista      | Papel                           | Ref.   |
| ---- | -------------------------- | ------------ | ------------------------------- | ------ |
| 2017 | «Sweet Sound of Ignorance» | SoKo         | Bailarina                       | [ 11 ] |
| 2019 | «For Your Eyes Only»       | Cashmere Cat | «Princess Catgirl» y coreógrafa | [ 12 ] |
| 2019 | «Emotions»                 | Cashmere Cat | «Princess Catgirl» y coreógrafa | [ 12 ] |
| 2020 | «Love Me Like You Hate Me» | Rainsford    | Actriz                          | [ 13 ] |
| 2023 | «Tiny Moves»               | Bleachers    | Actriz, coreógrafa y directora  | [ 25 ] |
| 2023 | «Alma Mater»               | Bleachers    | Actriz                          | [ 26 ] |

## Premios y nominaciones
| Premio                                             | Año  | Trabajo                       | Categoría                                          | Resultado |
| -------------------------------------------------- | ---- | ----------------------------- | -------------------------------------------------- | --------- |
| Premios de la Asociación de Críticos de Televisión | 2022 | Maid                          | Logro individual en drama                          | Nominada  |
| Premio de la Crítica Televisiva                    | 2020 | Fosse/Verdon                  | Mejor actriz de reparto en película/miniserie      | Nominada  |
| Premio de la Crítica Televisiva                    | 2022 | Maid                          | Mejor actriz de reparto en película/miniserie      | Nominada  |
| Premio de la Crítica Televisiva                    | 2025 | La sustancia                  | Mejor actriz de reparto                            | Nominada  |
| Gala Québac Cinéma                                 | 2021 | My Salinger Year              | Mejor actriz                                       | Nominada  |
| Premio Globo de Oro                                | 2022 | Maid                          | Mejor actriz de miniserie o telefilme              | Nominada  |
| Premio Globo de Oro                                | 2025 | La sustancia                  | Mejor actriz de reparto                            | Nominada  |
| MTV Video Music Awards                             | 2024 | «Tiny Moves»                  | Mejor coreografía                                  | Nominada  |
| MTV Video Music Awards                             | 2024 | «Tiny Moves»                  | Mejor dirección (junto con Alex Lockett)           | Nominados |
| Premio Primetime Emmy                              | 2019 | Fosse/Verdon                  | Mejor actriz de reparto - Miniserie o telefilme    | Nominada  |
| Premio Primetime Emmy                              | 2022 | Maid                          | Mejor actriz - Miniserie o telefilme               | Nominada  |
| Premio del Sindicato de Actores                    | 2020 | Once Upon a Time in Hollywood | Mejor reparto                                      | Nominados |
| Premio del Sindicato de Actores                    | 2022 | Maid                          | Mejor actriz de televisión - Miniserie o telefilme | Nominada  |